# Közép-Ázsia–Kína-gázvezeték

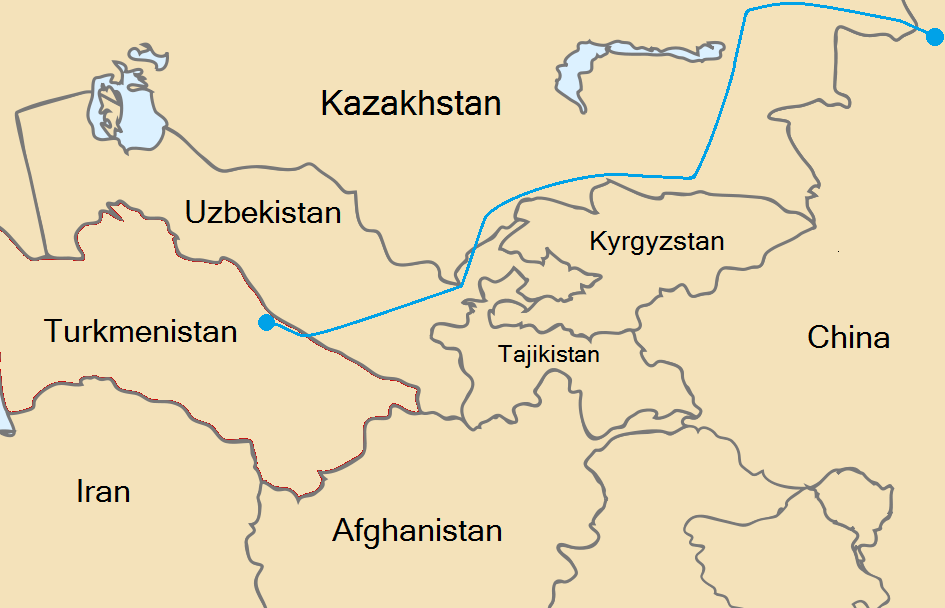
A Közép-Ázsia–Kína-gázvezeték

A Közép-Ázsia–Kína-gázvezeték (vagy Türkmenisztán–Kína-gázvezeték) épülő vezeték, amely Közép-Ázsiából szállítana földgázt a kínai Hszincsiang-Ujgur Autonóm Terület tartományba. A vezetéken keresztül a tervek szerint türkmén, üzbég és kazah földgáz áramlana.
Kazahsztánban a karacsaganaki, a tengizi és a kasagani mezőkön termelt gázt táplálnák a vezetékbe.

## Az építkezés megkezdése
A kezdeti szándék egy Kazahsztán-Kína gázvezeték építése volt, majd Kazahsztán-Kína-olajvezetéket terveztek. 2003. júniusában Hu Jintao kazahsztáni látogatása alatt a projekt értékelését sürgették.
Követve az egyezményeket a KazMunayGas és PetroChina cég a projekt megvalósíthatósági tanulmányba kezdett. Ezen idő alatt Kína tárgyalásokat folytatott más országokkal Közép-Ázsiában. 2006. április 3-án Kína és Türkmenisztán aláírt egy keretegyezményt a csővezeték építésére és hosszú távú gázellátásra. 2007. júniusában Gurbanguly Berdimuhammedow, a türkenisztáni miniszterelnök aláírt egy megállapodást a Türkmenisztán-Kína-gázvezeték kivitelezésének felgyorsításáról. 2007. júliusában hivatalosan bejelentették, hogy Türkmenisztán csatlakozik a Kazahsztán-Kína-vezeték projekthez. 2007. november 8-án a kazahsztáni KazMunayGas cég megállapodást írt alá a Kínai Állami Olajvállalattal.
A türkmén média 2007. augusztus 30-án jelentette, hogy megkezdődött a vezeték 188 kilométer hosszú türkmén szakaszának építése. Ezt a szakaszt az orosz Gazprom vállalatbirodalom Sztrojtranszgaz nevű leányvállalata építi. 2008. június 30-án az Asia Trans Gaz, az üzbég állami tulajdonban lévő Uzbekneftegaz és a Kínai Állami Olajvállalat (KÁOV) vegyescége megkezdte az 530 kilométeresre tervezett üzbég szakasz lefektetését is. A kazah szakaszt a KÁOV és a kazah állami KazMunajGaz vegyesvállalata építi, 2008 júliusa óta.

## Technikai paraméterek
A teljes vezeték hossza mintegy 7000 kilométer lesz, ebből 4500 kilométer fut majd Kínában. Az építkezés első szakasza a tervek szerint 2009-ben zárul le. A második szakaszban egy második vezeték épülne, amely 2011-re készülne el és ezzel a vezeték teljes éves kapacitása 30 milliárd köbméterre nőne.
Az építkezés teljes költségét 7,3 milliárd amerikai dollárra becsülik, ennek legnagyobb részét Kína finanszírozza.
A vezeték pontos útvonalát nem publikálták. A várakozások szerint az Amu-darja folyó jobbpartján lévő türkmén gázmezőktől indul. Olotnál lép be Üzbegisztánba és az országon végigfutva jut Dél-Kazahsztánba, párhuzamosan haladva a Buhara–Taskent–Biskek–Almati-gázvezetékkel. A gázvezetés második szakasza Kazahsztánban fog kezdődni. Kazahsztán nyugati részéből fog csatlakozni a meglévő csővezetékekhez.

## Fordítás
- Ez a szócikk részben vagy egészben  a   Central Asia-China gas pipeline című angol Wikipédia-szócikk fordításán alapul.  Az eredeti cikk szerkesztőit annak laptörténete sorolja fel. Ez a jelzés csupán a megfogalmazás eredetét és a szerzői jogokat jelzi, nem szolgál a cikkben szereplő információk forrásmegjelöléseként.